# Matthias Riegler
Matthias Riegler (* 1993) ist ein ehemaliger österreichischer Handballspieler.

## Sportliche Karriere
Riegler begann 2007 bei Union Handball Horn in Horn (Niederösterreich) Handball zu spielen. Für diesen Verein nahm er später als Torwart an der niederösterreichischen Landesliga teil.
Ab der Saison 2012/13 der Österreichischen Handballmeisterschaft lief Riegler für den UHK Krems sowohl für die Mannschaft der Handball Liga Austria (HLA) als auch im U20-Bewerb auf. Im Jahr 2015 lief der Linkshänder wieder für den Landesligisten Union Handball Horn auf.